# Claudine Vita
Claudine Vita (Fráncfort del Óder, 19 de septiembre de 1996) es una deportista alemana que compite en atletismo. Ganó una medalla de bronce en el Campeonato Europeo de Atletismo de 2022, en la prueba de lanzamiento de disco.

## Palmarés internacional
| Campeonato Europeo | Campeonato Europeo | Campeonato Europeo | Campeonato Europeo |
| Año                | Lugar              | Medalla            | Prueba             |
| ------------------ | ------------------ | ------------------ | ------------------ |
| 2022               | Múnich (Alemania)  | Medalla de bronce  | Disco              |